# Georgas Freidgeimas
Georgas Freidgeimas (* 10. August 1987 in Kaišiadorys) ist ein litauischer Fußballspieler. Sein Bruder Robertas Freidgeimas ist ebenfalls als Fußballprofi aktiv.

## Karriere

### Vereine
Georgas Freidgeimas begann seine Karriere in Litauen beim FC Vilnius, nachdem er zuvor im Juniorenbereich für den SC Savingė Kaišiadorys und FK Vilkmergė Ukmergė gespielt hatte. Von 2008 bis 2010 stand er beim polnischen Verein ŁKS Łódź unter Vertrag. Dort kam er allerdings nur zu fünf Ligaspieleinsätzen. Nach der Rückkehr in sein Heimatland im Jahr 2010, stand er kurzzeitig bei den litauischen Klubs Vėtra Vilnius und FK Šiauliai unter Vertrag. Ab dem Jahr 2011 war  er für VMFD Žalgiris Vilnius aktiv, mit dem er einige Titel gewinnen konnte.

### Nationalmannschaft
Georgas Freidgeimas spielte zunächst für die Litauische U-19 und U-21, bevor er in der A-Nationalmannschaft debütierte. Das Länderspieldebüt feierte der Abwehrspieler gegen die Auswahl aus Estland während des Baltic Cups 2012. Bei der Austragung im Jahr 2014 nahm er zudem teil.

## Erfolge
mit dem VMFD Žalgiris Vilnius:
- Litauischer Meister: 2013, 2014, 2015
- Litauischer Pokalsieger: 2011/12, 2012/13, 2013/14, 2014/15
- Litauischer Supercupsieger: 2013